# Punta de l'Hospitalet
La Punta de l'Hospitalet és una muntanya de 484 metres que es troba al municipi de Cervià de les Garrigues, a la comarca catalana de les Garrigues.